# Старе Замостя
Старе Замостя, або Старий Замосць (пол. Stary Zamość) — село в Польщі, у гміні Старе Замостя Замойського повіту Люблінського воєводства. Населення — 561 особа (2011).

## Історія
Зі Старого Замостя походить рід Замойських, представник якого коронний гетьман Ян Замойський (1542—1605) заснував у 1580 році за 12 км на південь від села нове місто Замостя. Мирон Кордуба зазначав, що Старе Замостя у XVII столітті було українським селом.
У 1975—1998 роках село належало до Замойського воєводства.

## Населення
Демографічна структура станом на 31 березня 2011 року:
|          | Загалом | Допрацездатний вік | Працездатний вік | Постпрацездатний вік |
| -------- | ------- | ------------------ | ---------------- | -------------------- |
| Чоловіки | 282     | 51                 | 196              | 35                   |
| Жінки    | 279     | 49                 | 154              | 76                   |
| Разом    | 561     | 100                | 350              | 111                  |